# Monobactama

Aztreonam (o quadrado é a beta-lactama. Há um segundo anel tiazol, mas não é fundido ao anel beta-lactama).

Monobactamas são antibióticos beta-lactâmicos onde o anel beta-lactama está sozinho, e não fundido a outro anel (em contraste a maioria das outras betalactamas, as quais tem pelo menos dois anéis).  A única monobactama disponível comercialmente é a aztreonam. É ativo frente a bactérias gram-negativas, principalmente enterobactérias, podendo atuar contra Pseudomonas . Os Monobactamas atuam impedindo a síntese da parede celular de microrganismos.
1. ↑  Klaus R. Lindner, Daniel P. Bonner, William H. Koster. «Monobactams». Wiley-VCH. Kirk‐Othmer Encyclopedia of Chemical Technology. doi:10.1002/0471238961.1315141512091404.a01